# Shogun (jeu, 1979)
Pour les articles homonymes, voir Shogun (jeu) et Shogun (homonymie).
Shogun est un jeu de société créé par Teruo Matsumoto et édité par Ravensburger en 1979. Il a depuis été réédité par Jeux Nathan et Ravensburger dans diverses versions dont des versions de voyage.
Il s'agit d'un jeu de pions, mêlant réflexion et chance. Deux couleurs de sept "pions" et un "Shogun" s'affrontent (rouge, et blanc) sur un tablier de 8×8 cases. Le but est de capturer par prise les pions de l'adversaire.
Sous le tablier, des barrettes comportent des aimants orientés selon différentes directions. Les pièces contiennent elles-mêmes des aimants dans un élément mobile monté sur pivot. Lorsqu'une pièce est déplacée sur une nouvelle case, donc un nouvel aimant, la partie mobile de la pièce s'aligne selon l'orientation de l'aimant au-dessus duquel elle se trouve. Un nouveau nombre apparaît alors, indiquant la nouvelle capacité de déplacement de la pièce.

## Déplacements
Les pions se déplacent de façon rectiligne avec un changement de direction autorisé à condition d'être à angle droit. Le nombre de case total de chaque déplacement est imposé. Il dépend de la pièce et de la case sur laquelle elle se trouve, selon la position de l'aimant.
Le Shogun se déplace selon des règles particulières : alors que les pions se déplacent de 1 à 4 cases, le Shogun ne se déplace que de 1 ou 2 cases.

## Capture
Une pièce est capturée lorsque le déplacement adverse se termine exactement sur son emplacement.

## Fin du jeu
L'adversaire perd lorsqu'il ne lui reste que son Shogun et un pion, ou bien lorsque son Shogun est ou ne peut plus qu'être capturé.